# Paropsia
Paropsia je rod iz porodice Passifloraceae, potporodice Passifloroideae, tribusa Paropsieae.

Sinonim je Hounea Baill..
Vrste koje pripadaju ovom rodu su:
- Paropsia braunii Gilg
- Paropsia brazzaeana   Baill.
- Paropsia edulis  Noronha ex Thouars
- Paropsia gabonica  Breteler
- Paropsia grandiflora  Sleumer
- Paropsia grewioides  Welw. ex Mast. 
Paropsia grewioides var. orientalis  Sleum.
- Paropsia guineensis  Oliv.
- Paropsia humblotii  H. Perrier
- Paropsia madagascariensis (Mast.) H. Perrier
- Paropsia obscura  O. Hoffm.
- Paropsia perrieri  Claverie
- Paropsia vareciformis  (Griff.) Mast.

### Sinonimi
- Paropsia pubescens  (Soland. ex R. Br.) Warb. je sinonim za Barteria pubescens (Sol. ex R.Br.) Byng & Christenh.[6]
- Paropsia malayana Planch. ex Mast., = Paropsia vareciformis (Griff.) Mast.
- Paropsia reticulata Engl., = Paropsia brazzaeana Baill.

Na IUCN-ovom popisu ugroženih vrsta su P. grewioides, P. braunii, P. humblotii, P. perrieri, P. grandiflora, P. edulis i P. madagascariensis.

## Sinonimi roda
- Hounea Baill.
- Trichodia Griff.